# グローバルナビフロント
グローバルナビフロントは、TBSテレビとBS-TBSの共同制作、BS-TBSとTBSニュースバードでに放送されていた経済情報・トーク番組である。

## 概要
2000年12月2日（BS-TBS（当時はBS-i）開局翌日）から、『榊原・嶌のグローバルナビ』として放送を開始。2011年3月26日（BS-TBS放送分）からタイトルを現行の『グローバルナビフロント』に変更。また、2012年10月6日からは、『王様のブランチ』のサイマル放送終了に伴い、放送枠を毎週土曜日10:00 - 10:54（JST）に移動した。2015年3月28日終了。15年の歴史に幕
メインナビゲーターは、経済評論家で大蔵省財務官を務めた榊原英資と、ジャーナリストの嶌信彦。進行役アシスタントは4代目となる山元香里が2014年10月4日から出演。歴代のアシスタントはいずれもセント・フォース所属のフリーアナウンサーという特徴がある。
番組は最近の経済をめぐる動きを司会者の3人が分析・解説する「マーケットナビ」のコーナーと、日本の企業・団体経営者を毎回スタジオに招き、経営哲学を対談する「BIG NAME」のコーナーで構成されていた。

## 放送日時
- BS-TBS：毎週土曜日10時00分 - 10時54分
- TBSニュースバード：毎週日曜日14時00分 - 14時55分、同深夜（月曜未明）0時00分 - 0時55分（スポンサーなし・CM箇所はカット[1]）
2015年3月28日（BS-TBS放送分）の最終回は2時間番組として放送。

## 出演
- 榊原英資
- 嶌信彦
- 山元香里（2014年10月4日 - 番組終了）

### 歴代の出演者
- 初代進行役アシスタント：中井亜希（2000年12月2日 - 2011年3月19日）
- 相沢礼子（中井の産休時の代理司会）
- 2代目：相川梨絵（2011年3月26日 - 2012年3月31日[2]）
- 3代目：原英里奈（2012年4月14日 - 2014年9月27日）